# Bá Nhan (Miệt Nhi Khất bộ)
Bá Nhan (Miệt Nhi Khất bộ) (?-1340) hay gọi tắt là Bá Nhan (tiếng Trung: 伯顔; bính âm: Báyán) là một tướng lĩnh người Mông Cổ thuộc bộ tộc Miệt Nhi Khất và là một thừa tướng thời nhà Nguyên vào đầu thế kỷ 14 trong lịch sử Trung Quốc.

## Tiểu sử
Bá Nhan sinh ra trong một gia đình có truyền thống quân sự. Nhiều thành viên trong gia đình ông đã phục vụ như những binh lính trong cuộc chinh phục lục địa Á-Âu của người Mông Cổ vào thế kỷ 13. Năm 1307, Bá Nhan tự nhận danh hiệu "Bạt Đô".
Dưới thời trị vì của Nguyên Vũ Tông Hải Sơn, Bá Nhan được bổ nhiệm vào một số chức vụ trong triều đình. Ông trở thành một viên quan thu thuế vào năm 1309, và sau đó giữ một số chức vụ cấp tỉnh dưới thời trị vì của Nguyên Nhân Tông, cụ thể là Đồng bình chương sự của tỉnh Chiết Giang, tỉnh Giang Tây và tỉnh Hà Nam. Người ta kể rằng ông không bao giờ dung thứ cho bất kỳ kẻ lộng quyền địa chủ nào dám ngược đãi với dân nghèo.
Vào đầu thế kỷ 14, Bá Nhan và Yên Thiếp Mộc Nhi là thành viên của nhóm quân đội do Hải Sơn, cháu trai của Nguyên Thành Tông, người được chỉ định bảo vệ Mông Cổ chống lại hãn quốc Sát Hợp Đài dưới quyền Kaidu, cháu trai của Oa Khoát Đài. Trong một trận chiến, ông đã đẩy lui và đánh đuổi quân đội Oa Khoát Đài; và được tặng danh hiệu Bạt Đô. Sau cái chết của Thành Tông, Hải Sơn trở thành hoàng đế mới của nhà Nguyên, và Bá Nhan nằm trong số những người nhận được tước vị chính thức như một phần thưởng. Sau đó, Bá Nhan làm Hành tỉnh ở Hà Nam. Các nhà sử học mô tả ông là một người theo chủ nghĩa truyền thống, người đã cố gắng bảo tồn di sản văn hóa Mông Cổ trong khi một số người coi ông là một quý tộc hung bạo.
Năm 1328, Bá Nhan đã phụng sự rất tốt cho phe phục vị trong cuộc chiến tranh hai đô để giúp con của Hải Sơn là Nguyên Văn Tông lên ngôi. Nhờ đó, tân hoàng đế ban thưởng cho ông chức Trung thư hữu thừa tướng cùng với vô số vàng bạc châu báu cũng như nhiều đặc quyền trong triều.
Trong cuộc xung đột về người kế vị Văn Tông sau năm 1332, Bá Nhan đã đoạn tuyệt với Yên Thiếp Mộc Nhi và ủng hộ vua Nguyên Huệ Tông, người lên ngôi năm 1333. Ông được bổ nhiệm làm chỉ huy của nhóm quân kheshig, bao gồm người Mông Cổ, Khâm Sát, Nga La Tư và Asud vào năm 1334. Do hoàng đế còn nhỏ, triều đình lúc này do hai gia tộc của Bá Nhan và Yên Thiếp Mộc Nhi cai quản. Sau khi Yên Thiếp Mộc Nhi mất, con trưởng là Đường Kỳ Thế thay cha làm Thái Bình vương kiêm Trung thư tả thừa tướng, tiếp tục làm đối trọng với Bá Nhan. Đường Kỳ Thế thấy vua Huệ Tông tin tưởng Bá Nhan, muốn tìm cách giết cả ông và hoàng đế để lập con của Văn Tông là Yên Thiếp Cổ Tư lên kế vị, giống như kế hoạch mà cha mình định làm lúc sinh thời. Tuy nhiên âm mưu này sớm bị bại lộ và đến năm 1335, Bá Nhan đã thành công trong việc tiêu diệt toàn bộ gia tộc của Yên Thiếp Mộc Nhi để nắm đại quyền trong triều.
Ông bắt đầu tập trung vào các vị trí chính thức mà trước đây không hề tập trung. Ông đã thực hiện các chính sách cấp tiến (hoặc có thể là các chính sách bảo thủ theo quan điểm của người Mông Cổ), bãi bỏ hệ thống khoa cử của triều đình, và cố gắng kiềm chế số lượng người Hán trong hệ thống quan liêu cấp cao của nhà Nguyên. Ông từng đề nghị hoàng đế giết những người Hán có những họ như: Trương, Vương, Lưu, Lý và Triệu để ngăn ngừa nguy cơ phản loạn. Năm 1339, ông trở thành đại thừa tướng (tiếng Trung: 大丞相; bính âm: dà chéngxiàng). Khi thấy vua Huệ Tông định lập Kỳ thị, một cung nữ Cao Ly mà hoàng đế rất sủng ái, làm Hoàng hậu; ông phản đối kịch liệt do đây là người ngoại tộc, đồng thời tiến cử cháu gái của mình là Bá Nhan Hốt Đô làm Hoàng hậu chính thất, trong khi Kỳ thị phải làm Đệ nhị hoàng hậu. Có cháu gái là Hoàng hậu, Bá Nhan càng tỏ ra ngạo mạn và lộng hành, không coi hoàng đế ra gì. Đến lúc đó, có lẽ Bá Nhan đã đi quá xa với tham vọng của mình, khiến Nguyên Huệ Tông lo sợ ông sẽ lại chuyên quyền như Yên Thiếp Mộc Nhi trước đó, bèn rắp tâm trừ khử.

### Qua đời
Mùa xuân năm 1340, nhân lúc Bá Nhan ra ngoài dạo chơi, Nguyên Huệ Tông đã bàn bạc với tâm phúc cùng các cháu của Bá Nhan là Thoát Thoát, A Lỗ, Thế Kiệt Ban lập mưu tống khứ Bá Nhan ra khỏi cung, giáng chức xuống làm Hà Nam hành tỉnh tả thừa tướng. Bá Nhan trên đường đi nhận chức do quá u uất mà lâm bệnh chết. Ngay sau đó, các cuộc thanh trừng chính trị của ông đã bị đình chỉ và các chính sách của ông cũng bị đảo ngược.
Theo các nhà sử học Trung Quốc, Thoát Thoát đã phàn nàn với cha mình rằng xu hướng độc đoán của người cậu Bá Nhan có thể mang lại tai họa cho gia tộc của họ. Bản thân vua Huệ Tông cũng bắt đầu lo lắng về quyền lực quá phô trương của Bá Nhan. Vũ Chi Phương, một học giả Nho giáo trong triều đình, thậm chí đề nghị Thoát Thoát nên sớm hành động để chống lại Bá Nhan. Cuối cùng, Bá Nhan đã bị loại bỏ khỏi triều đình.

## Trong văn hóa đại chúng
Nhân vật Bá Nhan được đóng bởi Kim Young-ho trong bộ phim truyền hình Hàn Quốc Hoàng hậu Ki năm 2013.